# Kelmend
Kelmend là một xã trong quận Malesia e Madhe thuộc hạt Shkodër, Albania. Dân số năm 2005 là 4740 người.